# Saison 2023-2024 du Sporting Clube de Portugal
Maillots
Chronologie
Saison précédente Saison suivante
Présentation de la saison 2023-2024 du Sporting CP en première division du Championnat du Portugal de football 2023-2024.

## Préparation d'avant-saison
Le Sporting CP reprend l'entraînement le 2 juillet 2023 au sein de son centre d'entrainement "Academia Cristiano Ronaldo" à Alcochete.  
Un stage est prévu entre le 15 et 26 juillet à Lagos en Algarve, durant lequel deux matchs amicaux sont au programme. Les Leões (lions) vont affronter les belges du KRC Genk, et les espagnols de la Real Sociedad.
Le 30 juillet 2023, le Sporting CP affronte le Villarreal CF au Estádio José Alvalade XXI pour le trophée "Cinco Violinos". Avant la rencontre, une cérémonie de présentation de l'effectif 2023/2024 a lieu avec 27 joueurs présentés au public :
- Gardien : Antonio Adán, Franco Israel, Diego Callai
- Défenseurs : Ricardo Esgaio, Jeremiah St. Juste, Sebastián Coates, Gonçalo Inácio, Luís Neto, Ousmane Diomande, Eduardo Quaresma, João Muniz, Matheus Reis
- Milieu : Hidemasa Morita, Daniel Bragança, Dário Essugo, Mateus Fernandes, Nuno Santos
- Attaquant : Marcus Edwards, Pedro Gonçalves, Francisco Trincão, Jovane Cabral, Geny Catamo, Afonso Moreira, Rodrigo Ribeiro, Paulinho, Youssef Chermiti, Viktor Gyokeres

Le 5 août 2023, le Sporting CP se déplace en Angleterre pour y affronter les anglais du Everton FC pour le dernier match amical de pré-saison.

## Transferts

### Transferts estivaux
| Nom                     | Poste             | Type de transfert      | Montant | Provenance/Destination | Division           |
| ----------------------- | ----------------- | ---------------------- | ------- | ---------------------- | ------------------ |
| Arrivées                |                   |                        |         |                        |                    |
| Iván Fresneda           | Défenseur         | Transfert              | 9 M€    | Real Valladolid        | LaLiga 2           |
| Pedro Porro             | Défenseur         | Retour de prêt         | -       | Tottenham Hotspur FC   | Premier League     |
| José Marsà              | Défenseur         | Retour de prêt         | -       | Sporting Gijón         | LaLiga 2           |
| Eduardo Quaresma        | Défenseur         | Retour de prêt         | -       | TSG Hoffenheim         | Bundesliga         |
| Tiago Ilori             | Défenseur         | Retour de prêt         | -       | FC Paços de Ferreira   | Liga Portugal      |
| Ruben Vinagre           | Défenseur         | Retour de prêt         | -       | Everton FC             | Premier League     |
| Morten Hjulmand         | Milieu de terrain | Transfert              | 18 M€   | US Lecce               | Serie A            |
| Idrissa Doumbia         | Milieu de terrain | Retour de prêt         | -       | Alanyaspor             | Süper Lig          |
| Francisco Trincão       | Attaquant         | Transfert définitif    | 7 M€    | FC Barcelone           | LaLiga             |
| Viktor Gyökeres         | Attaquant         | Transfert              | 20 M€   | Coventry City          | EFL Championship   |
| Rafael Camacho          | Attaquant         | Retour de prêt         | -       | Aris Salonique         | Superleague        |
| Tiago Tomás             | Attaquant         | Retour de prêt         | -       | VfB Stuttgart          | Bundesliga         |
| Départs                 |                   |                        |         |                        |                    |
| André Paulo             | Gardien de but    | Fin de contrat         | -       | CD Mafra               | Liga Portugal 2    |
| Pedro Porro             | Défenseur         | Transfert définitif    | 45 M€   | Tottenham Hotspur FC   | Premier League     |
| Ruben Vinagre           | Défenseur         | Prêt avec OA           | -       | Hull City FC           | Premier League     |
| Héctor Bellerín         | Défenseur         | Fin de contrat         | -       | Real Betis             | LaLiga             |
| José Marsà              | Défenseur         | Résiliation de contrat | -       | FC Andorra             | LaLiga 2           |
| Tiago Ilori             | Défenseur         | Résiliation de contrat | -       | -                      | -                  |
| Manuel Ugarte           | Milieu de terrain | Transfert              | 60 M€   | Paris SG               | Ligue 1            |
| Idrissa Doumbia         | Milieu de terrain | Transfert              | -       | Al Ahli SC             | Qatar Stars League |
| Sotíris Alexandrópoulos | Milieu de terrain | Prêt avec OA           | -       | Olympiakós             | Superleague        |
| Mateo Tanlongo          | Milieu de terrain | Prêt avec OA           | -       | FC Copenhague          | Superliga          |
| Mateus Fernandes        | Milieu de terrain | Prêt sans OA           | -       | GD Estoril-Praia       | Liga Portugal      |
| Youssef Chermiti        | Attaquant         | Transfert              | 12,5 M€ | Everton FC             | Premier League     |
| Tiago Tomás             | Attaquant         | Transfert              | 8,8 M€  | VfL Wolfsburg          | Bundesliga         |
| Arthur Gomes            | Attaquant         | Transfert              | 3 M€    | Cruzeiro EC            | Brasileirão        |
| Francisco Trincão       | Attaquant         | Retour de prêt         | -       | FC Barcelone           | LaLiga             |
| Rochinha                | Attaquant         | Prêt avec OA           | -       | Al-Markhiya SC         | Qatar Stars League |
| Jovane Cabral           | Attaquant         | Prêt avec OA           | -       | US Salernitana         | Serie A            |
| Fatawu Issahaku         | Attaquant         | Prêt avec OA           | -       | Leicester City         | EFL Championship   |

### Transferts hivernaux
Le mercato d'hiver se déroule du 1er au 31 janvier 2024 au Portugal.
| Nom              | Poste             | Type de transfert      | Montant | Provenance/Destination | Division             |
| ---------------- | ----------------- | ---------------------- | ------- | ---------------------- | -------------------- |
| Arrivées         |                   |                        |         |                        |                      |
| Rafael Pontelo   | Défenseur         | Transfert              | 750 K€  | Leixões SC             | Liga Portugal 2      |
| Ruben Vinagre    | Défenseur         | Retour de prêt         | -       | Hull City FC           | Premier League       |
| Koba Koindredi   | Milieu de terrain | Transfert              | 4 M€    | GD Estoril-Praia       | Liga Portugal        |
| Mateo Tanlongo   | Milieu de terrain | Retour de prêt         | -       | FC Copenhague          | Superliga            |
| Jovane Cabral    | Attaquant         | Retour de prêt         | -       | US Salernitana         | Serie A              |
| Départs          |                   |                        |         |                        |                      |
| Diego Callai     | Gardien de but    | Prêt sans OA           | -       | CD Feirense            | Liga Portugal 2      |
| Ruben Vinagre    | Défenseur         | Prêt avec OA           | -       | Hellas Vérone          | Serie A              |
| Mateo Tanlongo   | Milieu de terrain | Prêt sans OA           | -       | Rio Ave FC             | Liga Portugal        |
| Dário Essugo     | Milieu de terrain | Prêt sans OA           | -       | GD Chaves              | Liga Portugal        |
| Eduardo Henrique | Milieu de terrain | Résiliation de contrat | -       | Qingdao West Coast FC  | Chinese Super League |
| Afonso Moreira   | Attaquant         | Prêt sans OA           | -       | Gil Vicente FC         | Liga Portugal        |
| Rodrigo Ribeiro  | Attaquant         | Prêt avec OA           | -       | Nottingham Forest FC   | Premier League       |
| Jovane Cabral    | Attaquant         | Prêt avec OA           | -       | Olympiakós             | Superleague          |
| Rochinha         | Attaquant         | Résiliation de contrat | -       | Kasımpaşa SK           | Süper Lig            |

## Compétitions

### Classement
| Rang | Équipe                  | Pts | J  | G  | N  | P  | Bp | Bc | Diff |
| ---- | ----------------------- | --- | -- | -- | -- | -- | -- | -- | ---- |
| 1    | Sporting CP             | 90  | 34 | 29 | 3  | 2  | 96 | 29 | +67  |
| 2    | SL Benfica T S          | 80  | 34 | 25 | 5  | 4  | 77 | 28 | +49  |
| 3    | FC Porto C              | 72  | 34 | 22 | 6  | 6  | 63 | 27 | +36  |
| 4    | SC Braga L              | 68  | 34 | 21 | 5  | 8  | 71 | 50 | +21  |
| 5    | Vitória SC              | 63  | 34 | 19 | 6  | 9  | 52 | 38 | +14  |
| 6    | Moreirense FC P         | 55  | 34 | 16 | 7  | 11 | 36 | 35 | +1   |
| 7    | FC Arouca               | 46  | 34 | 13 | 7  | 14 | 54 | 50 | +4   |
| 8    | FC Famalicão            | 42  | 34 | 10 | 12 | 12 | 37 | 41 | -4   |
| 9    | Casa Pia AC             | 38  | 34 | 10 | 8  | 16 | 38 | 50 | -12  |
| 10   | SC Farense P            | 37  | 34 | 10 | 7  | 17 | 46 | 51 | -5   |
| 11   | Rio Ave FC              | 37  | 34 | 6  | 19 | 9  | 38 | 43 | -5   |
| 12   | Gil Vicente FC          | 36  | 34 | 9  | 9  | 16 | 42 | 52 | -10  |
| 13   | GD Estoril-Praia        | 33  | 34 | 9  | 6  | 19 | 49 | 58 | -9   |
| 14   | CF Estrela da Amadora P | 33  | 34 | 7  | 12 | 15 | 33 | 53 | -20  |
| 15   | Boavista FC             | 32  | 34 | 7  | 11 | 16 | 39 | 62 | -23  |
| 16   | Portimonense SC         | 32  | 34 | 8  | 8  | 18 | 39 | 72 | -33  |
| 17   | FC Vizela               | 26  | 34 | 5  | 11 | 18 | 36 | 66 | -30  |
| 18   | GD Chaves               | 23  | 34 | 5  | 8  | 21 | 31 | 72 | -41  |

Ligue des champions 2024-2025
- 1er et 2e [n 1] : Phase de ligue

Ligue Europa 2024-2025
- C : Phase de ligue
- 4e : Deuxième tour de qualification

Ligue Conférence 2024-2025
- 5e : Deuxième tour de qualification

Relégations
- 16e : Participation au barrage de relégation
- 17e et 18e : Relégation en Liga Portugal 2

Abréviations
- T : Tenant du titre 2022-2023
- P : Promus de la Liga Portugal 2 SABSEG 2022-2023
- S : Vainqueur de la Supercoupe du Portugal 2023
- C : Vainqueur de la Coupe du Portugal 2023-2024
- L : Vainqueur de la Coupe de la Ligue 2023-2024

| Source : Classement officiel de la Liga Portugal Betclic 2023-2024. |

1. ↑  L'Atalanta Bergame, vainqueur de la Ligue Europa 2023-2024, étant directement qualifié via le championnat italien, sa place est laissée vacante et entraîne une redistribution des places (le meilleur coefficient UEFA, SL Benfica (79.000), est qualifié pour la phase de la ligue tandis que les deux équipes au meilleur coefficient UEFA du deuxième tour de qualification, le Slavia Prague (53.000) et le RB Salzbourg (50.000), sont promues au troisième tour de qualification.).
2. ↑  Le FC Porto, 3e du championnat, est déjà qualifié pour la Ligue Europa 2024-2025 en tant que vainqueur de la Coupe du Portugal 2023-2024, ce qui entraîne l'attribution de la cinquième place au deuxième tour de la Ligue Conférence.

#### Évolution du classement et des résultats
| Journée  | 1 | 2 | 3 | 4 | 5 | 6 | 7 | 8 | 9 | 10 | 11 | 12 | 13 | 14 | 15 | 16 | 17 | 18 | 19 | 20 | 21 | 22 | 23 | 24 | 25 | 26 | 27 | 28 | 29 | 30 | 31 | 32 | 33 | 34 |
| -------- | - | - | - | - | - | - | - | - | - | -- | -- | -- | -- | -- | -- | -- | -- | -- | -- | -- | -- | -- | -- | -- | -- | -- | -- | -- | -- | -- | -- | -- | -- | -- |
| Rang     | 6 | 2 | 3 | 3 | 2 | 1 | 1 | 1 | 1 | 1  | 2  | 1  | 1  | 1  | 1  | 1  | 1  | 1  | 1  | -  | 2  | 2  | 2  | 1  | 1  | 1  | 1  | 1  | 1  | 1  | 1  | 1  | 1  | 1  |
| Résultat | V | V | V | N | V | V | V | V | V | V  | D  | V  | D  | V  | V  | V  | V  | V  | V  | V  | V  | V  | N  | V  | V  | V  | V  | V  | V  | V  | N  | V  | V  | V  |

| Légende : | V = Victoire | N = Nul | D = Défaite |

### Coupe du Portugal

#### Demi-finales
| Équipe      | Aller | Total | Retour | Équipe     |
| ----------- | ----- | ----- | ------ | ---------- |
| Sporting CP | 2 - 1 | 4 - 3 | 2 - 2  | SL Benfica |

#### Finale
| 26 mai 2024 | FC Porto                           | 2 - 1                 | Sporting CP                | Estádio Nacional do Jamor, Oeiras |                             |
| 18:15       | Evanilson 25e · Taremi 100e (pen.) | (1 - 1, 1 - 1, 2 - 1) | 20e St. Juste (Gonçalves ) | Arbitrage : Fábio Veríssimo       | Arbitrage : Fábio Veríssimo |
| 18:15       | Rapport                            |                       |                            | Arbitrage : Fábio Veríssimo       | Arbitrage : Fábio Veríssimo |

### Coupe de la ligue

#### Troisième tour
| Rang | Équipe           | Pts | J | G | N | P | Bp | Bc | Diff |
| ---- | ---------------- | --- | - | - | - | - | -- | -- | ---- |
| 1    | Sporting CP (LP) | 6   | 2 | 2 | 0 | 0 | 6  | 3  | +3   |
| 2    | SC Farense (LP)  | 3   | 2 | 1 | 0 | 1 | 3  | 4  | -1   |
| 3    | CD Tondela (LP2) | 0   | 2 | 0 | 0 | 2 | 1  | 3  | -2   |

Légende : (LP) = Liga Portugal, (LP2) = Liga Portugal 2

#### Demi-finales
| 23 janvier 2024 | SC Braga | 1 - 0   | Sporting CP | | |
|                 | Ruiz 65e | (0 - 0) |             | Stade municipal de Leiria - Dr. Magalhães Pessoa, Leiria Spectateurs : 18 504 Arbitrage : Nuno Almeida | Stade municipal de Leiria - Dr. Magalhães Pessoa, Leiria Spectateurs : 18 504 Arbitrage : Nuno Almeida |
|                 | Rapport  |         |             | Stade municipal de Leiria - Dr. Magalhães Pessoa, Leiria Spectateurs : 18 504 Arbitrage : Nuno Almeida | Stade municipal de Leiria - Dr. Magalhães Pessoa, Leiria Spectateurs : 18 504 Arbitrage : Nuno Almeida |

### Ligue Europa

#### Phase de groupes
Le tirage au sort pour la phase de groupes de la Ligue Europa 2023-2024 a lieu le 1er septembre 2023 à Monaco.

Le Sporting CP figure dans le chapeau 2. Il tombe face aux Italiens de Atalanta Bergame, aux Autrichiens de Sturm Graz, et aux Polonais du Raków Częstochowa.
| Rang | Équipe            | Pts | J | G | N | P | Bp | Bc | Diff |  | Résultats (▼ dom., ► ext.) |     |     |     |     |
| ---- | ----------------- | --- | - | - | - | - | -- | -- | ---- |  | -------------------------- | --- | --- | --- | --- |
| 1    | Atalanta Bergame  | 14  | 6 | 4 | 2 | 0 | 12 | 4  | +8   |  | Atalanta Bergame           |     | 1-1 | 1-0 | 2-0 |
| 2    | Sporting CP       | 11  | 6 | 3 | 2 | 1 | 10 | 6  | +4   |  | Sporting CP                | 1-2 |     | 3-0 | 2-1 |
| 3    | Sturm Graz        | 4   | 6 | 1 | 1 | 4 | 4  | 9  | -5   |  | Sturm Graz                 | 2-2 | 1-2 |     | 0-1 |
| 4    | Raków Częstochowa | 4   | 6 | 1 | 1 | 4 | 3  | 10 | -7   |  | Raków Częstochowa          | 0-4 | 1-1 | 0-1 |     |

#### Barrages de la phase à élimination directe
| Équipe         | Aller | Total | Retour | Équipe      |
| -------------- | ----- | ----- | ------ | ----------- |
| BSC Young Boys | 1 - 3 | 2 - 4 | 1 - 1  | Sporting CP |

#### Huitièmes de finale
| Équipe      | Aller | Total | Retour | Équipe           |
| ----------- | ----- | ----- | ------ | ---------------- |
| Sporting CP | 1 - 1 | 2 - 3 | 1 - 2  | Atalanta Bergame |

## Effectif professionnel actuel
Le premier tableau liste l'effectif professionnel du Sporting CP pour la saison 2023-2024. Le second tableau recense les prêts effectués par le Sporting CP lors de cette même saison.

## Statistiques

### Buteurs & Passeurs
| Rang | Joueur             | Liga | CDP | CDL | EL | Total |
| ---- | ------------------ | ---- | --- | --- | -- | ----- |
| 1    | Viktor Gyökeres    | 29   | 6   | 3   | 5  | 43    |
| 2    | Paulinho           | 15   | 4   | 1   | 1  | 21    |
| 3    | Pedro Gonçalves    | 11   | 4   | 0   | 3  | 18    |
| 4    | Francisco Trincão  | 9    | 1   | 0   | 0  | 10    |
| 5    | Geny Catamo        | 5    | 1   | 0   | 0  | 6     |
| 5    | Nuno Santos        | 4    | 1   | 1   | 0  | 6     |
| 5    | Marcus Edwards     | 4    | 1   | 0   | 1  | 6     |
| 5    | Sebastián Coates   | 4    | 1   | 0   | 1  | 6     |
| 9    | Daniel Bragança    | 3    | 1   | 1   | 0  | 5     |
| 10   | Morten Hjulmand    | 3    | 1   | 0   | 0  | 4     |
| 10   | Gonçalo Inácio     | 1    | 0   | 0   | 3  | 4     |
| 12   | Ousmane Diomande   | 2    | 0   | 0   | 1  | 3     |
| 13   | Hidemasa Morita    | 2    | 0   | 0   | 0  | 2     |
| 14   | Eduardo Quaresma   | 1    | 0   | 0   | 0  | 1     |
| 14   | Luís Neto          | 0    | 1   | 0   | 0  | 1     |
| 14   | Jeremiah St. Juste | 0    | 1   | 0   | 0  | 1     |

| Rang | Joueur            | Liga | CDP | CDL | EL | Total |
| ---- | ----------------- | ---- | --- | --- | -- | ----- |
| 1    | Pedro Gonçalves   | 12   | 1   | 1   | 2  | 16    |
| 1    | Nuno Santos       | 10   | 5   | 1   | 0  | 16    |
| 3    | Viktor Gyökeres   | 9    | 3   | 0   | 2  | 14    |
| 4    | Francisco Trincão | 6    | 0   | 1   | 2  | 9     |
| 5    | Marcus Edwards    | 4    | 1   | 0   | 1  | 6     |
| 5    | Paulinho          | 5    | 1   | 0   | 0  | 6     |
| 7    | Matheus Reis      | 4    | 0   | 0   | 1  | 5     |
| 7    | Geny Catamo       | 3    | 2   | 0   | 0  | 5     |
| 9    | Hidemasa Morita   | 4    | 0   | 0   | 0  | 4     |
| 9    | Ricardo Esgaio    | 4    | 0   | 0   | 0  | 4     |
| 9    | Morten Hjulmand   | 2    | 2   | 0   | 0  | 4     |
| 9    | Daniel Bragança   | 2    | 1   | 1   | 0  | 4     |
| 13   | Sebastián Coates  | 1    | 0   | 0   | 1  | 2     |
| 14   | Ousmane Diomande  | 1    | 0   | 0   | 0  | 1     |

En italique, les joueurs partis en cours de saison.

## Affluence

### Meilleures affluences de la saison
| Rang | Match                               | Score | Journée | Date              | Affluence |
| ---- | ----------------------------------- | ----- | ------- | ----------------- | --------- |
| 1    | Sporting CP - Portimonense SC       | 3 - 0 | J32     | 4 mai 2024        | 49 557    |
| 2    | Sporting CP - GD Chaves             | 3 - 0 | J34     | 18 mai 2024       | 48 628    |
| 3    | Sporting CP - SL Benfica            | 2 - 1 | J28     | 6 avril 2024      | 48 113    |
| 4    | Sporting CP - Vitória SC            | 3 - 0 | J30     | 21 avril 2024     | 46 101    |
| 5    | Sporting CP - FC Porto              | 2 - 0 | J14     | 18 décembre 2023  | 44 385    |
| 6    | Sporting CP - Famalicão             | 1 - 0 | J3      | 27 août 2023      | 40 287    |
| 7    | Sporting CP - SC Braga              | 5 - 0 | J21     | 11 février 2024   | 39 851    |
| 8    | Sporting CP - SC Farense            | 3 - 2 | J24     | 3 mars 2024       | 39 063    |
| 9    | Sporting CP - CF Estrela da Amadora | 3 - 2 | J10     | 5 novembre 2023   | 38 408    |
| 10   | Sporting CP - Boavista FC           | 6 - 1 | J26     | 17 mars 2024      | 38 260    |
| 11   | Sporting CP - GD Estoril-Praia      | 5 - 1 | J16     | 5 janvier 2024    | 37 483    |
| 12   | Sporting CP - FC Vizela             | 3 - 2 | J1      | 12 août 2023      | 37 152    |
| 13   | Sporting CP - Moreirense FC         | 3 - 0 | J5      | 17 septembre 2023 | 36 815    |
| 14   | Sporting CP - FC Arouca             | 2 - 1 | J8      | 8 octobre 2023    | 36 688    |
| 15   | Sporting CP - Rio Ave FC            | 2 - 0 | J6      | 25 septembre 2023 | 34 355    |
| 16   | Sporting CP - Gil Vicente FC        | 3 - 1 | J12     | 4 décembre 2023   | 33 712    |
| 17   | Sporting CP - Casa Pia AC           | 8 - 0 | J19     | 29 janvier 2024   | 32 869    |

### Affluences par journée
Ce graphique représente le nombre de spectateurs présents au Estádio José Alvalade XXI lors de chaque match à domicile.